# A, B, C és D típusú személyiség
Az A típusú viselkedés, illetve a B, C és D típusú személyiség bizonyos vonások csoportja (pl. ellenségesség és versengésre való hajlam | társas gátoltság és negatív érzelmi színezet), mellyel egy egyén rendelkezhet. Jellegüknél fogva ezen személyiség- és viselkedésmintázatok főként egészségpszichológiai kutatások részét képzik, például a kardiovaszkuláris vagy rákos megbetegedésekkel kapcsolatban.
Fontos kiemelni, hogy nem létezik specifikus, betegségre hajlamosító személyiség- és viselkedésmintázat, azonban azonosíthatók olyan tényezők, melyek általánosan növelik a megbetegedés kockázatát.

## Történeti előzmények
E személyiségtípusok vizsgálata az 1960-as években kezdődött, miután Dr. Ray Rosenman és Dr. Meyer Friedman kardiológusok 1959-ben publikálták cikküket, melyben megállapították, hogy a koszorúér-betegség valószínűsége hétszeres azon egyének körében, akik olyan viselkedéses megnyilvánulásokkal rendelkeztek, mint például az eredményekre való fokozott törekvés, versengés vagy türelmetlenség. Az ezen mintázattal jellemezhető csoportot a szerzőpáros későbbi vizsgálatok során A típusú viselkedésmintának nevezte el. A kutatás során emellett azonosították a B típust is, melyet tulajdonképpen az A típusú viselkedés hiányaként definiáltak. Több évvel később, 1985-ben más kutatók a melanoma pszichoszociális faktorainak vizsgálatakor feltárták a C típusú személyiséget, majd 1995-ben a szívinfarktus és a személyiség összefüggésének elemzése során egy újabb, negyedik személyiségkonstelláció került azonosításra, a distresszre hajlamosító D típusú személyiség.

## A személyiségtípusok

### A típusú személyiség
Az A típusú viselkedés jellemzői Roseman és Friedman eredeti cikke szerint:
1. fokozott késztetés az önmaga által választott, azonban rosszul definiált célok elérése érdekében
2. versengésre való hajlam
3. az elismerésre való folyamatos igény
4. több különböző időhatáros tevékenységben való részvétel azonos időben
5. a fizikai és mentális tevékenységek végrehajtásának gyorsítására való hajlam
6. átlagon felüli mentális és fizikai éberség

Ma a kutatók közt egyetértés van abban, hogy az A típusú viselkedés mögött főként az időbeli sürgetettség érzése, illetve a szabadon lebegő ellenségesség húzódik, mely alatt azonban törékeny önértékelés és nagyfokú bizonytalanság bújik meg. Fontos megjegyezni, hogy az A típusú viselkedés csak meghatározott környezeti feltételek mellett jön létre. Ilyen például a magas elvárások melletti homályos visszajelzések a teljesítményről, a versengés jutalmazása, a versengő szerepkövetelmények, illetve az időnyomás.
Bár korábbi kutatások az A típusú viselkedést közvetlenül összefüggésbe hozták a koszorúér-betegségekkel, újabb, átfogó vizsgálatok nem találtak ilyen kapcsolatot. Az A típusú viselkedést sokáig intenzív érdeklődés övezte, azonban későbbi vizsgálatok kiderítettek, hogy a legtöbb kutatást dohánygyárak támogatásával végezték, amely kétségbe vonja az eredmények hitelességét.
Habár az A típusú viselkedés kutatása iránti érdeklődés csökken, annak egyes összetevői klinikai jelentőséggel bírhatnak, melyek kutatása további feladat. Egyes szerzők szerint például az ellenségesség együttjár a magasabb vérzsír- és vércukorszinttel, inzulinrezisztenciával, illetve testtömegindexszel.

### B típusú személyiség
A B típusú személyiség gyakorlatilag az A típusú viselkedés hiánya. Az ambíció, a sürgetettség érzése, a versengésre való hajlam, valamint a határidőkkel való foglalatoskodás relatív hiánya jellemezi. Korai kutatásokban tulajdonképpen protektív faktorként tekintettek rá, hiszen az A típusú viselkedéshez képest kisebb arányban jelent meg koszorúér-betegség az e személyiségtípussal rendelkezők körében, azonban érdemes kritikus szemmel viszonyulni ezekhez az eredményekhez is.

### C típusú személyiség
A C típusú – az angol cancer prone, azaz rákra hajlamos – személyiség jellemzője a részletekben való elmerülés, a krónikus szorongás, a negatív érzelmek (különösen a düh) elnyomása, az asszertivitás hiánya, illetve a szükségletek és vágyak mások kiszolgálása érdekében történő mellőzése. Kezdetben úgy gondolták, hogy az ilyen személyiségjegyekkel jellemezhető egyének nagyobb eséllyel lesznek rákos betegek, mivel az érzelmek túlregulálása és a krónikus stressz folyamatosan emelkedett szinten tartja az endokrin és az immunrendszert, mely kimerülése teret ad a rákos sejtek elburjánzásának. Későbbi tanulmányok azonban ellentmondó következtetésre jutottak, például kétségbe vonták, hogy a konfliktuskerülés jelentősen hozzájárulna a rák kialakulásához, annak legerősebb pszichoszociális bejóslói ugyanis az érzelmek elnyomása, illetve a megrázó életesemények. Úgy tűnik, csakúgy, mint az A típus esetében, itt is érdemes a személyiség egyes (fent felsorolt) összetevőit vizsgálni.

### D típusú személyiség
A D típusú (diszstresszre hajlamosító) személyiség jellemzője a negatív érzelmi színezet, illetve a magas fokú társas gátoltság, Kezdeti kutatásokban kimutatták, hogy a D típusú személyiségmintázat előre jelzi a szívinfarktusban való elhalálozást olyan személyeknél, akiknél korábban már lépett fel szívinfarktus. Későbbi független vizsgálatok azonban nem tudták kimutatni ezt a hatást. Egy 2012-es metaanalízisben bár találtak összefüggést a D típusú személyiség és a kardiovaszkuláris megbetegedések közt, hozzátették, hogy a korai kutatások feltehetőleg metodológiai problémák miatt túlbecsülték a hatásnagyságot. Ezen kívül újabb vizsgálatokban kimutatták, hogy a D típusú személyiség jobb előrejelzője kardiovaszkuláris megbetegedéseknek, mint az A típusú viselkedés. Ennek fényében ellentmondásosnak tűnik az a tanulmány, melyben az A típusú viselkedés járt együtt inkább a bal kamrai tömeg indexszel – mely jó előrejelezője a kardiológiai megbetegedéseknek és a mortalitásnak – míg a D típusú személyiségtípus nem. Úgy tűnik viszont, hogy a D típusú személyiség az egészség más aspektusaira is hatással van. A kardiovaszkuláris megbetegedéseken túl vizsgálták az összefüggését például a leukocita telomerek hosszával, mely esetben közepes negatív együttjárást találtak.  Ezen túl japán mintán azt találták, hogy periodontális betegségek kialakulásának esélye nagyobb volt az ilyen személyiségkonstellációval jellemezhető diákok körében.

## Mérésük
- Az A típusú személyiséget korábban strukturált diagnosztikai interjúval mérték, azonban később az önkitöltős kérdőívek használata terjedt el.[2] Magyar nyelven jelenleg nem áll rendelkezésre bemért kérdőív, azonban az A típusú viselkedés ellenségesség dimenziójának kognitív összetevői mérhetők a 8 tételes cinikus bizalmatlanság skálával.
- A B típusú viselkedés mérése gyakorlatilag az A típusú viselkedés mérésére kifejlesztett eszközön elért alacsony értékekkel történik.
- A C típusú személyiség mérésére nem áll rendelkezésre magyar mintán validált kérdőív.
- A D típusú viselkedés mérésére a teljes magyar mintára nézve reprezentatív, validált kérdőív áll rendelkezésre, mely elérhető itt.